# Jens Rommel
Jens Rommel, född 13 september 1972 i Ellwangen, Tyskland, är sedan oktober 2015 chef för Zentrale Stelle der Landesjustizverwaltungen zur Aufklärung nationalsozialistischer Verbrechen, den tyska federala myndighet som utreder nazisternas krigsbrott.